# Quảng trường Trafalgar
Quảng trường Trafalgar (/trəˈfælɡər/) là một quảng trường công cộng ở trung tâm Luân Đôn, Anh. Với vị trí ở trung tâm, đây là một điểm du lịch, và một trong những quảng trường nổi tiếng nhất ở Vương quốc Anh và thế giới.
Ở trung tâm của quảng trường là Cột Nelson được bảo vệ bởi bốn bức tượng sư tử tại chân đế trụ cột. Các pho tượng và các tác phẩm điêu khắc được trưng bày tại quảng trường, bao gồm một bệ tượng trưng bày các tác phẩm nghệ thuật đương đại.
Quảng trường là trung tâm cho các cuộc tụ họp cộng đồng, các cuộc biểu tình chống chiến tranh và các chiến dịch chống biến đổi khí hậu, chẳng hạn như tổ chức lễ đón năm mới vào đêm giao thừa tại Luân Đôn.
Khu vực phía bắc của quảng trường đã từng là trại nuôi ngựa của vua chúa từ thời Edward I, trong khi phía nam là Charing Cross gốc, nơi mà phố Strand từ thành phố gặp Whitehall, đến phía bắc từ Westminster. Là trung điểm giữa hai thành phố đôi, Charing Cross là cho đến ngày nay được coi là trung tâm của Luân Đôn, mà từ đó tất cả các khoảng cách được lấy làm điểm gốc để đo.

## Tên gọi
Quảng trường Trafalgar được đặt tên theo Trận Trafalgar, một chiến thắng của Hải quân Hoàng gia Anh trong các cuộc chiến tranh của Napoléon với liên quân hai bên Pháp và Tây Ban Nha. Diễn ra tại Mũi Trafalgar vào ngày 21 tháng 10 năm 1805, ngoài bờ biển phía tây nam của Tây Ban Nha, mặc dù trước không có cái tên như vậy cho đến năm 1835.
Cái tên "Trafalgar" là một từ tiếng Tây Ban Nha của nguồn gốc Ả Rập, xuất phát từ một trong hai từ ngữ Taraf al-Ghar (طرف الغار  nghĩa là 'mũi của hang động / nguyệt quế') hoặc Taraf al-Gharb (طرف الغرب nghĩa là 'mũi phía tây'). Taraf (طرف) có nghĩa là 'cạnh' hay 'mũi'.

## Vị trí địa lý
Quảng trường Trafalgar bao gồm một khu vực trung tâm rộng lớn có thể được truy cập thông qua ba con đường chính chạy vào trung tâm của quảng trường, bao gồm một liên kế ở phía bắc nhìn ra Bảo tàng Quốc gia Luân Đôn. Những con đường được đề cập xung quanh tạo thành hình vuông là một phần của đường A4, một con đường lớn chạy về phía tây Thành phố Luân Đôn. Ban đầu quảng trường có đường đi ở cả bốn hướng, giao thông đi theo cả hai hướng quanh khu vực quảng trường cho đến khi hệ thống định hướng theo chiều kim đồng hồ một chiều được áp dụng vào ngày 26 tháng 4 năm 1926. Một số công trình hoàn thành năm 2003 đã giảm chiều rộng của đường đã dẫn đến việc đóng cửa con đường hướng bắc cho giao thông.
Bao quanh Quảng trường ở hướng bắc là Bảo tàng Quốc gia Luân Đôn và hướng đông là Nhà thờ St Martin-in-the-Field. Cũng ở hướng đông là văn phòng Cao ủy Nam Phi tại Luân Đôn, và đối diện với quảng trường là văn phòng Cao ủy Canada. Về hướng tây nam là Đại lộ The Mall dẫn đến Cung điện Buckingham thông qua Khải hoàn môn Admiralty, trong khi hướng nam là đường Whitehall và hướng đông là đường lớn Strand Street.
Các tuyến xe buýt Luân Đôn gồm: số 3, 6, 9, 11, 12, 13, 15, 23, 24, 29, 53, 87, 88, 91, 139, 159, 176, 453 điều đi qua Quảng trường Trafalgar.
Một điểm quan trọng ở Quảng trường Trafalgar được coi là trung tâm chính thức của Luân Đôn về luật pháp là khi đo cột mốc khoảng cách từ thủ đô.
Quảng trường Trafalgar thuộc sở hữu của Nữ vương Anh trong Danh dự của Vương miện (Right of the Crown) và được quản lý bởi Chính quyền Đại Luân Đôn, trong khi Hội đồng Thành phố Westminster sở hữu những con đường quanh khu vực quảng trường, bao gồm khu vực dành cho người đi bộ ở North Terrace.

## Lịch sử
Trong những năm 1820 George IV của Vương quốc Anh đã mời kiến trúc sư cảnh quan John Nash để bố trí lại khu vực này. Nash đã cho đập hết khu vực quảng trường theo đề án nâng cấp Charing Cross. Kiến trúc hiện tại của quảng trường là do Sir Charles Barry thiết kế và hoàn thành vào năm 1845.
Trafalgar Square là thuộc sở hữu của Nữ vương và thuộc quản lý của Chính quyền Đại Luân Đôn.

## Nghệ thuật công cộng

### Cột Nelson

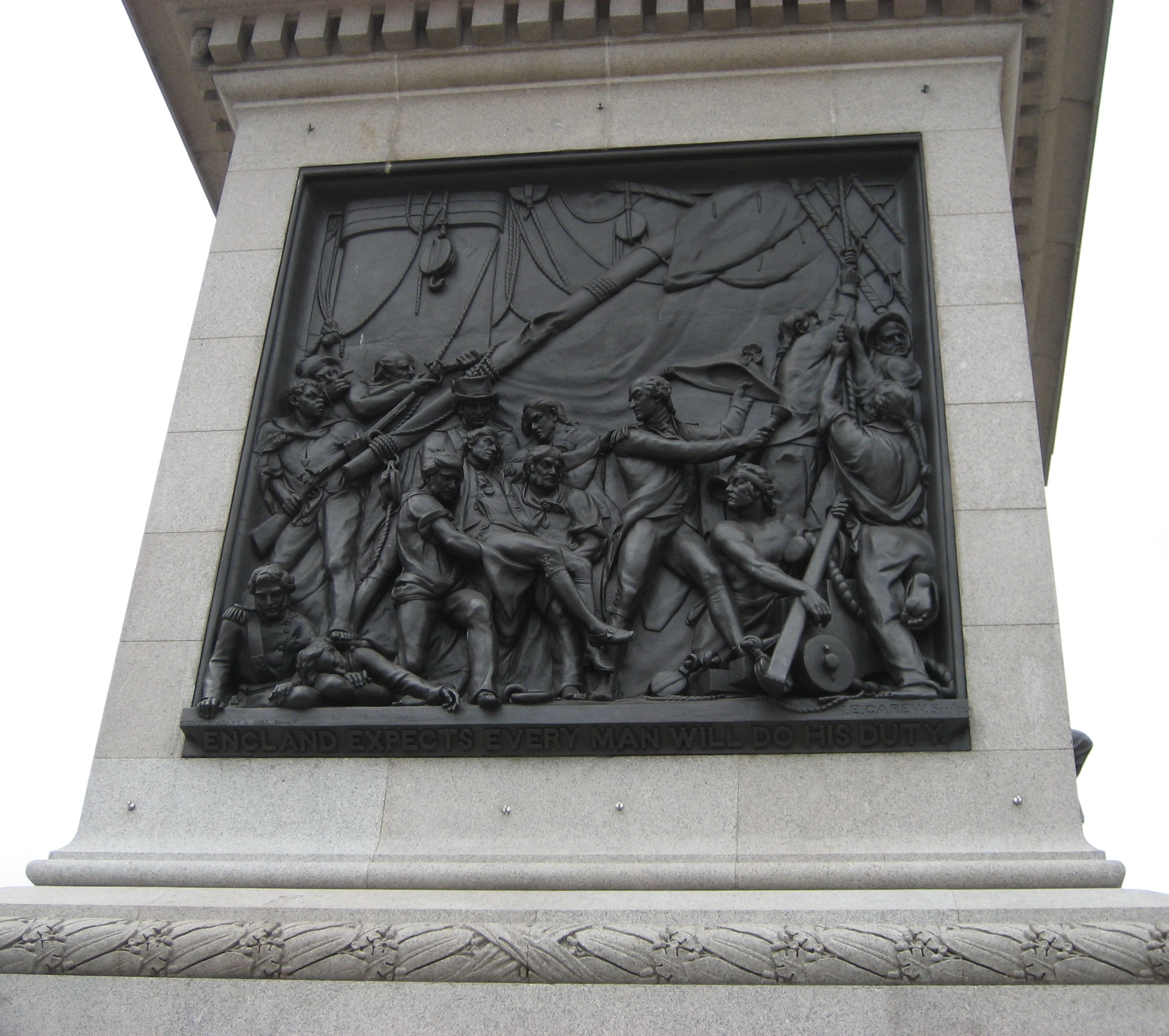
Mặt bên của đài tưởng niệm Nelson

Chiều cao thực tế của Cột Nelson, từ dưới chân bệ đến đỉnh mũ của Nelson, là 169 feet 3 inch (tương đương 51,6 m).
Cột được xây dựng theo thứ tự Corinth, một phong cách kiến trúc Hy Lạp và La Mã cổ đại. 
Trụ cột được xây dựng từ đá granit Dartmoor và nặng khoảng 2.500 tấn. Ban đầu nó được xây dựng hoàn toàn bằng sa thạch, nhưng kế hoạch đã được thay đổi ngay trước khi bắt đầu xây dựng.
Các bức phù điêu bằng đồng trên bệ từng mô tả một cảnh trong các trận chiến nổi tiếng nhất của Nelson: Trận sông Nile, Trận Copenhagen, Trận Cape St Vincent và cái chết của ông tại Trận Trafalgar. Trụ cột không được điều chỉnh cho đến năm 1849, và kim loại đến từ súng của Pháp đã bị tịch thu và làm tan chảy.

### Tượng Sư tử

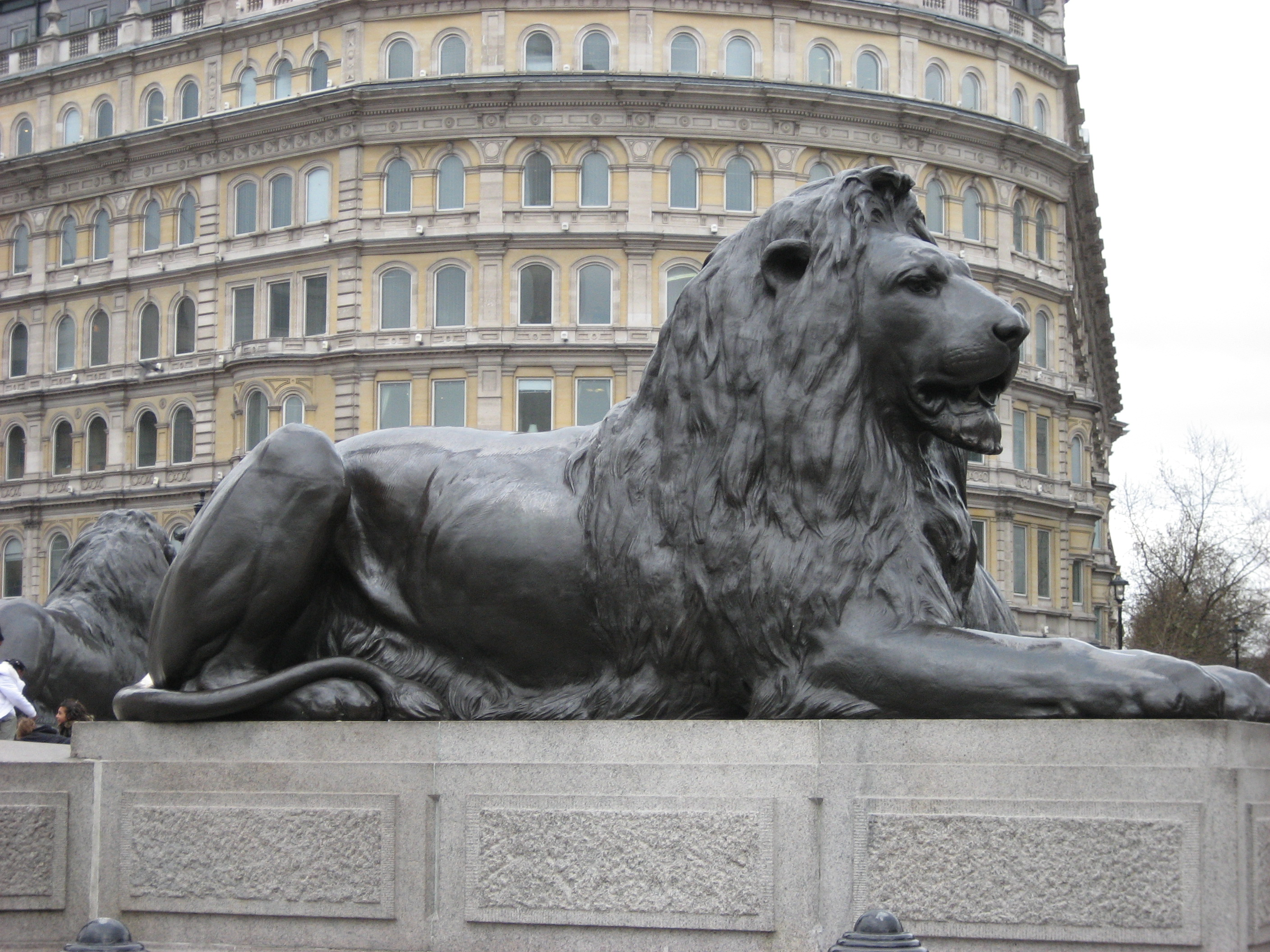
Tượng Sư tử tại Cột Nelson

Quảng trường Trafalgar sở hữu bốn tượng sư tử bao quanh dưới chân Cột Nelson. Chúng được thiết kế bởi Edwin Landseer và được đúc bằng đồng bởi Nam tước Marochetti trong xưởng Kensington của ông vào năm 1867. Landseer làm việc từ xác chết sư tử thực sự. Thomas Milnes ban đầu làm bốn con sư tử đá, nhưng chúng được đánh giá là không đủ ấn tượng cho đài tưởng niệm Nelson, vì vậy họa sĩ Landseer đã được trao nhiệm vụ lần hai để làm lại tác phẩm.
Một vài đồn đoán rằng móng chân của mỗi con sư tử không cân như phần còn lại của cơ thể như đã được thực hiện lần trước, và đến lúc con sư tử chết do Sở thú Luân Đôn cung cấp mô hình đã bị xuống cấp. Mặc dù được đúc bằng đồng, các kế hoạch ban đầu đã kêu gọi đá hoặc đá granit. Ngày nay, những bức tượng đồng dài 20 feet dưới chân Cột Nelson.

## Chim bồ câu

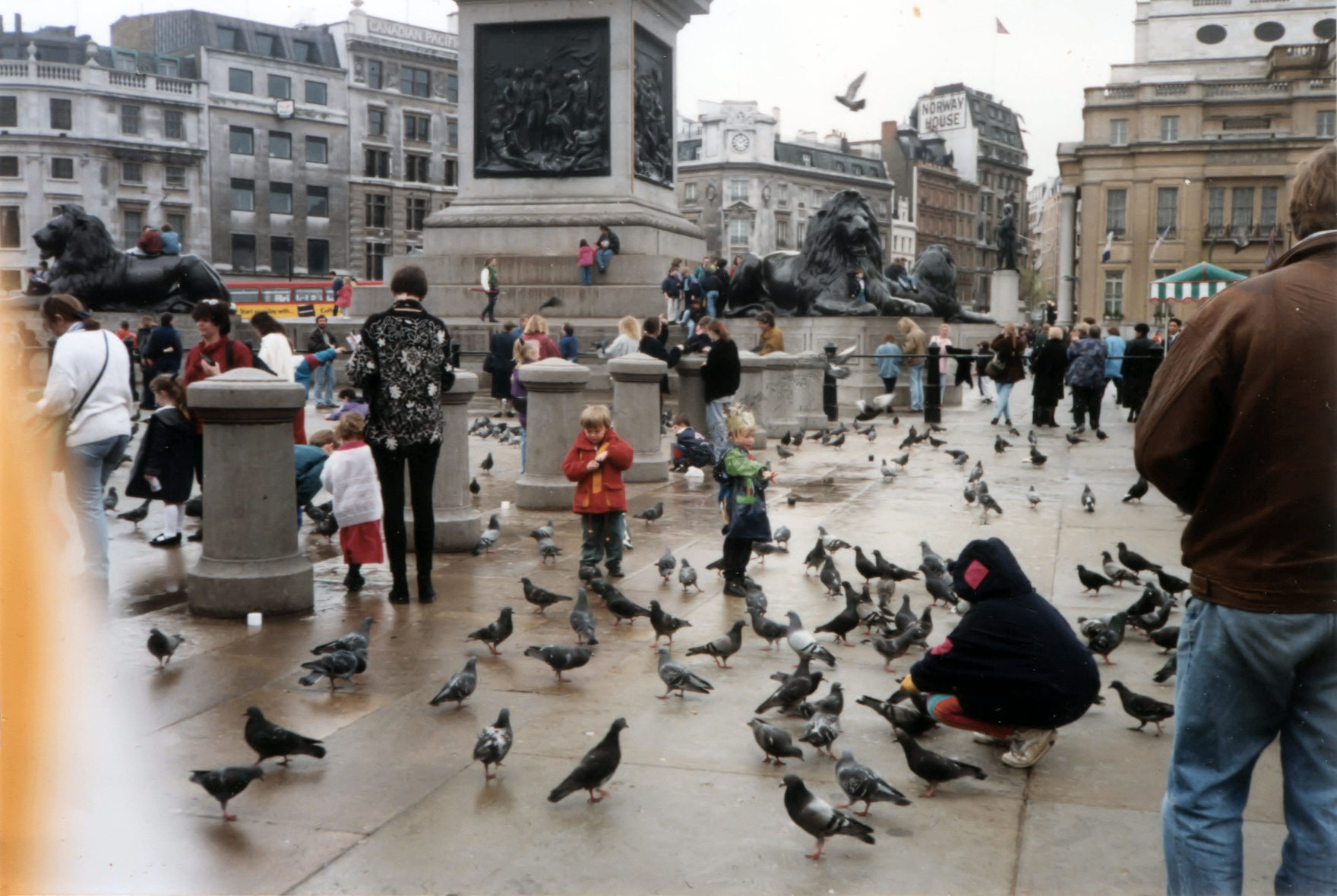
Du khách cho chim bồ câu ăn ở Quảng trường Trafalgar

Giống như hầu hết không gian công cộng, chim bồ câu hoang dã là những “vị khách” tương đối không được chào đón của Quảng trường Trafalgar. Tuy nhiên, trở lại trong ngày tích cực cho chúng ăn là một hoạt động phổ biến, với việc chim bồ câu dựng trại ở quảng trường trước khi việc xây dựng hoàn thành và những người bán thức ăn cho chim trở thành một cảnh tượng phổ biến trong thời đại Victoria. Những con chim bồ câu chia rẽ quan điểm, nhưng thật khó để bỏ qua thực tế phân của chúng làm biến dạng công trình đá và ở một đàn 35.000 con thì chúng được coi là mối nguy hại cho sức khỏe.
Vào tháng 2 năm 2001, việc bán hạt giống chim ăn trong quảng trường đã bị dừng lại, mặc dù điều này đã không ngăn cản được du khách đến quảng trường. Cho đến năm 2003, thị trưởng Ken Livingstone khi đó đã đưa ra quy định cấm ăn chúng ở quảng trường. Đây không phải là tất cả nổi cam chịu và u ám, mặc dù cuối cùng Cột Nelson đã được sửa chữa sau nhiều năm thiệt hại từ phân chim bồ câu với mức giá khá cao là 140.000 bảng Anh.

## Sự kiện

### Năm mới
Trong nhiều năm, những người ăn mừng năm mới đã tập trung tại quảng trường mặc dù thiếu các lễ kỷ niệm được sắp xếp. Việc thiếu các sự kiện chính thức một phần là do chính quyền lo ngại rằng việc khuyến khích nhiều người tham dự sẽ gây ra tình trạng quá tải. Từ năm 2003, một màn bắn pháo hoa tập trung vào London Eye và khu giải trí South Bank gần sông Thames đã được tổ chức. Kể từ năm 2014, lễ kỷ niệm năm mới đã được tổ chức  bán vé bởi chính quyền Đại Luân Đôn kết hợp với tổ chức từ thiện Unicef nhằm kiểm soát đám đông.

### Giáng sinh

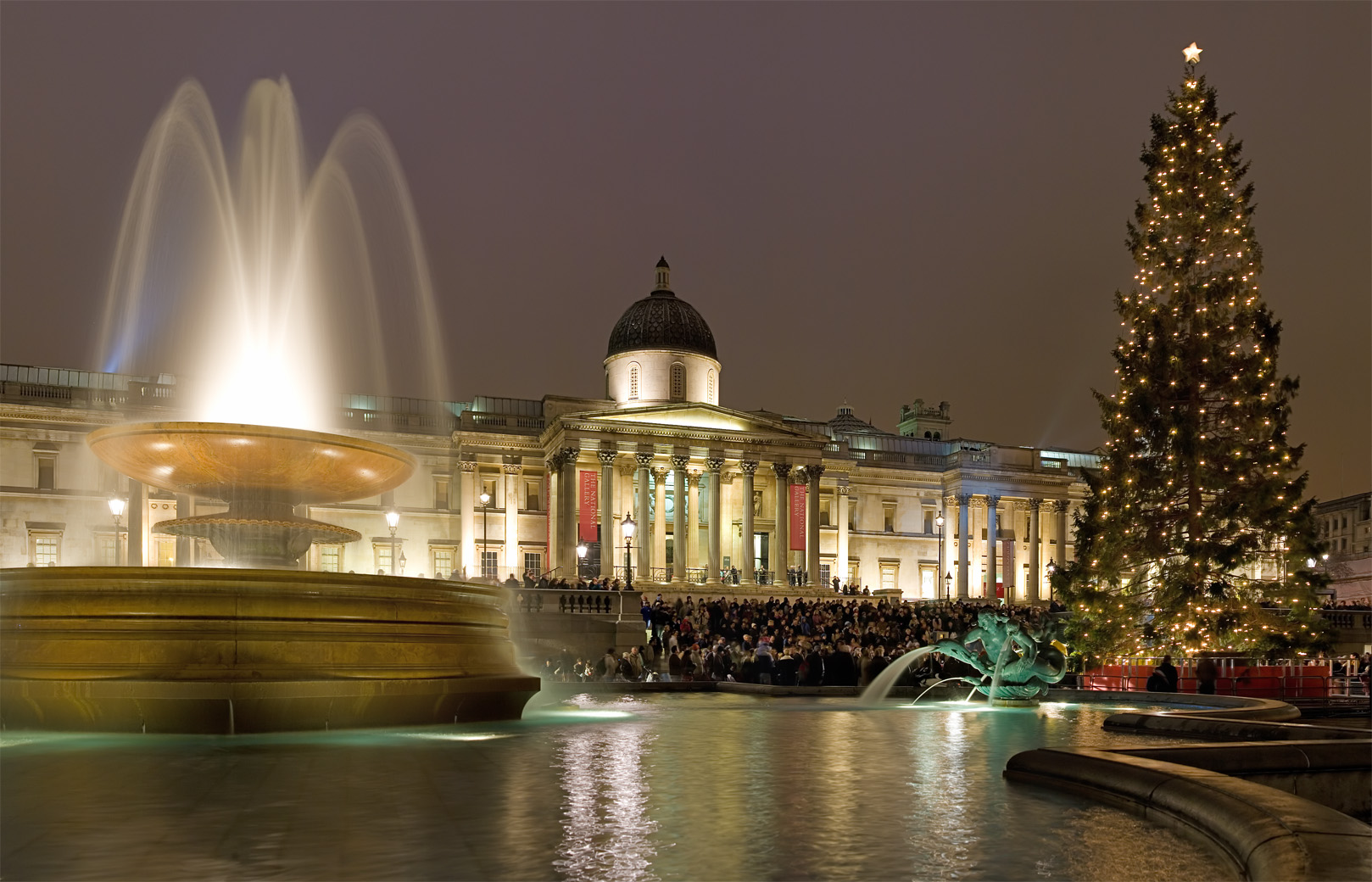
Lễ tham dự giáng sinh vòng quanh quảng trường

Một buổi lễ Giáng sinh đã được tổ chức tại quảng trường hàng năm kể từ năm 1947. Một cây thông Noel Vân sam Na Uy hoặc gọi là (Lãnh sam), được thủ đô Oslo của Na Uy tặng cho thành phố Luân Đôn, như một lời tri ân cho sự ủng hộ nước Anh trong Thế chiến II. (Bên cạnh hỗ trợ thời chiến, Hoàng tử Olav của Na Uy và chính phủ nước này đã sống lưu vong ở Luân Đôn trong suốt cuộc chiến.)
Cây thông Noel ở quảng trường Trafalgar được trang trí theo phong cách Na Uy truyền thống và được trang trí với 500 bóng đèn trắng. Năm 2008, cây thông sử dụng bóng đèn halogen, sử dụng công suất 3,5 kW. Lễ hội thường được tổ chức mười hai ngày trước ngày Giáng sinh. Lễ hội mở cửa cho công chúng và thu hút một lượng lớn người dân.

### Biểu tình chính trị

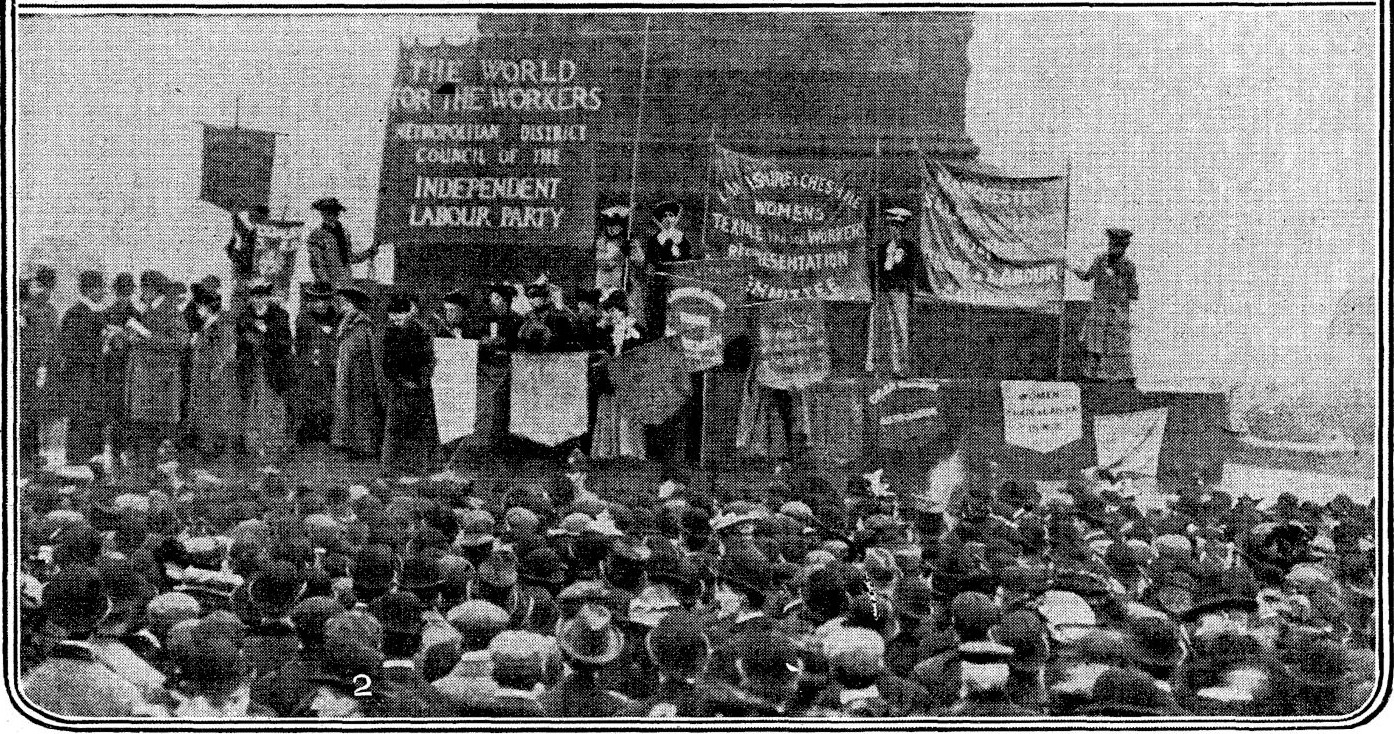
Một cuộc biểu tình tại Quảng trường Trafalgar (1907)

Quảng trường Trafalgar cũng đã đóng vai trò chủ nhà cho nhiều cuộc tuần hành phản chiến; một trong những cuộc biểu tình quan trọng đầu tiên của kỷ nguyên hiện đại được tổ chức tại quảng trường vào ngày 19 tháng 9 năm 1961 bởi Ủy ban 100 (Committee of 100), trong đó có nhà triết học Bertrand Russell, một nhóm phản chiến của Anh sử dụng kháng chiến bất bạo động hàng loạt và bất tuân dân sự để đạt được mục tiêu của họ. Những người biểu tình đã biểu tình vì hòa bình, và chống lại chiến tranh và vũ khí hạt nhân.
Cuộc biểu tình quan trọng tiếp theo là vào tháng 3 năm 1968, nơi một đám đông ước tính 10,000 người đã tụ tập để phản đối sự can dự của Hoa Kỳ vào Chiến tranh Việt Nam trước khi diễu hành đến Đại sứ quán Mỹ ở Grosvenor Square. Đầu những năm 2000, nhiều người biểu tình phản chiến đã tụ tập để phản đối Chiến tranh Afghanistan và Chiến tranh Iraq. Bên cạnh các cuộc biểu tình, hàng năm Quân đoàn Hoàng gia Anh giữ im lặng hai phút tại quảng trường vào Ngày đình chiến vào ngày 11 tháng 11 để tưởng nhớ những người đã chết trong chiến tranh.